# Konståret 1925

## Händelser

### Januari
- 7 januari - Thielska galleriet på Djurgården i Stockholm öppnas för allmänheten.
- 14 juni – Termen ny saklighet myntas av den tyske konsthistorikern och museikuratorn Gustav Friedrich Hartlaub som namnger och skriver programmet till utställningen Neue Sachlichkeit. Deutsche Malerei seit dem Expressionismus ["Ny saklighet. Tyskt måleri efter expressionismen"] som öppnar på Kunsthalle Mannheim. Medverkar gör Max Beckmann, Otto Dix, George Grosz, Alexander Kanoldt och Georg Schrimpf bland många andra.
- Termen magisk realism används för första gången av den tyske konstkritikern Franz Roh i en artikel om Nach-Expressionismus (post-expressionism).
- Fruntimmersavdelningen vid Kungliga Akademien för de fria konsterna upplöstes.
- Skånska målarskolan startades av Märta af Ekenstam.

## Verk

### Målningar
- Otto Dix – Porträtt av dansaren Anita Barber.
- Veno Pilon – Rysk kvinna.

### Skulpturer
- Wäinö Aaltonen – Staty av Paavo Nurmi.

## Födda
- 1 januari - Olle Bonniér (död 2016), svensk grafiker.
- 17 januari - Duane Hanson (död 1996), amerikansk skulptör inom fotorealism.
- 22 april - Hans Arnold (död 2010), svensk konstnär och illustratör.
- 22 maj - Jean Tinguely (död 1991), schweizisk skulptör.
- 30 maj - Haakon Bjørklid, norsk illustratör, målare och grafiker.
- 9 juni - Anna Lisa Odelqvist-Kruse (död 2000), svensk textilkonstnär.
- 11 juni - Ulf Trotzig (död 2013), svensk konstnär.
- 16 juni - Tony Emilson (död 2015), svensk skulptör.
- 19 juni - Signe Persson-Melin, svensk formgivare och konstnär.
- 28 juli
  - Bertil Hegland (död 2002), svensk tecknare och illustratör.
  - Jens Rosing (död 2008), grönländsk författare och bildkonstnär.
- 12 augusti - Kerstin Thorvall (död 2010), svensk författare, illustratör och journalist.
- 15 augusti - Gerhard Nordström, svensk konstnär.
- 19 augusti - Gunnar Larson, svensk målare och grafiker.
- 25 augusti - Inga Borg (död 2017), svensk konstnär och barnboksförfattare.
- 3 september - Bengt Lindström (död 2008), svensk konstnär.
- 17 september - Syster Marianne, svensk nunna och konstnär.
- 12 oktober - Elmar Hillebrand (död 2016), tysk skulptör.
- 22 oktober - Robert Rauschenberg (död 2008), amerikansk konstnär.
- 26 oktober - Jan Wolkers (död 2007), nederländsk författare och konstnär.
- 2 november - John Kandell (död 1991), svensk arkitekt, målare och formgivare.
- okänt datum - Kurt Ard, dansk illustratör, målare och grafiker.
- okänt datum - Gerd Miller (död 1988), svensk illustratör.
- okänt datum - Ingvar Björk (död 2011), svensk illustratör.

## Avlidna
- 9 mars – Willard Leroy Metcalf (född 1858), amerikansk konstnär.
- 19 maj – Viking Eggeling (född 1880), svensk konstnär och filmare.
- 17 juli – Lovis Corinth (född 1858), tysk konstnär.
- 17 oktober – Victor Ségoffin (född 1867), fransk skulptör.
- 27 november - Roger de la Fresnaye (född 1885), fransk konstnär.